# Kolverath
Kolverath är en kommun och ort i Landkreis Vulkaneifel i förbundslandet Rheinland-Pfalz i Tyskland.
Kommunen ingår i kommunalförbundet Verbandsgemeinde Kelberg tillsammans med ytterligare 32 kommuner.